# ساحل کلیفتون، تاسمانیا
ساحل کلیفتون (به انگلیسی: Clifton Beach) یک شهرک در استرالیا است که در City of Clarence واقع شده‌است.